# 一担土汉墓
一担土汉墓，是位于中国山东省泰安市东平县东平街道一担土村的一个汉代古墓葬，2006年入选泰安市第二批文物保护单位。
一担土汉墓现存两座墓，曾出土陶器、铜车马具、带钩、五铢钱。